# John A. McMahon

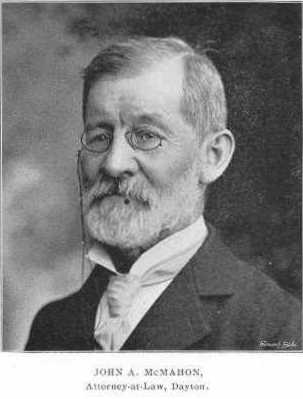
John A. McMahon (1896)

John A. McMahon (* 19. Februar 1833 im Frederick County, Maryland; † 8. März 1923 in Dayton, Ohio) war ein US-amerikanischer Politiker. Zwischen 1875 und 1881 vertrat er den Bundesstaat Ohio im US-Repräsentantenhaus.

## Werdegang
John McMahon war der Neffe des Kongressabgeordneten Clement Vallandigham (1850–1871). Er besuchte bis 1849 das‚St. Xavier’s College in Cincinnati. Nach einem anschließenden Jurastudium und seiner 1854 erfolgten Zulassung als Rechtsanwalt begann er in Dayton in diesem Beruf zu arbeiten. Gleichzeitig schlug er als Mitglied der Demokratischen Partei eine politische Laufbahn ein. In den Jahren 1872 und 1904 nahm er als Delegierter an den jeweiligen Democratic National Conventions teil.
Bei den Kongresswahlen des Jahres 1874 wurde McMahon im vierten Wahlbezirk von Ohio in das US-Repräsentantenhaus in Washington, D.C. gewählt, wo er am 4. März 1875 die Nachfolge von Lewis B. Gunckel antrat. Nach zwei Wiederwahlen konnte er bis zum 3. März 1881 drei Legislaturperioden im Kongress absolvieren. Seit 1879 vertrat er dort als Nachfolger von Mills Gardner den dritten Distrikt seines Staates. Im Jahr 1876 war er einer der Abgeordneten, die mit der Durchführung eines Amtsenthebungsverfahrens gegen Kriegsminister William W. Belknap beauftragt waren. 1880 wurde er nicht wiedergewählt.
Nach dem Ende seiner Zeit im US-Repräsentantenhaus praktizierte John McMahon wieder als Anwalt. Zwischen dem 29. Dezember 1886 und dem 28. Dezember 1887 war er Präsident der Anwaltskammer von Ohio. Im Jahr 1889 strebte er erfolglos einen Sitz im US-Senat an. Er starb am 8. März 1923 im Alter von 90 Jahren in Dayton, wo er auch beigesetzt wurde.